# Debrah Scarlett
Joanna Deborah Bussinger (Bazel, 20 juli 1993), beter bekend onder haar artiestennaam Debrah Scarlett, is een Noors zangeres.

## Biografie
Bussinger werd geboren in het Zwitserse Bazel, maar verhuisde op haar vijfde met haar familie naar Noorwegen. In 2013 nam ze deel aan de Noorse versie van The Voice. Haar echte doorbraak volgde pas twee jaar later, toen ze samen met Kjetil Mørland deelnam aan Melodi Grand Prix, de Noorse preselectie voor het Eurovisiesongfestival. Met het nummer A monster like me won het duo Melodi Grand Prix 2015, waardoor ze Noorwegen mochten vertegenwoordigen op het Eurovisiesongfestival 2015, in de Oostenrijkse hoofdstad Wenen. Hier behaalden ze samen de achtste plaats.

## Discografie

### Singles
| Single met hitnotering(en) in de Vlaamse Ultratop 50 | Datum van verschijnen | Datum van binnenkomst | Hoogste positie | Aantal weken | Opmerkingen                                        |
| ---------------------------------------------------- | --------------------- | --------------------- | --------------- | ------------ | -------------------------------------------------- |
| A monster like me                                    | 2015                  | 30-05-2015            | tip42*          |              | met Mørland / Inzending Eurovisiesongfestival 2015 |

1960: Nora Brockstedt · 
1961: Nora Brockstedt · 
1962: Inger Jacobsen · 
1963: Anita Thallaug · 
1964: Arne Bendiksen · 
1965: Kirsti Sparboe · 
1966: Åse Kleveland · 
1967: Kirsti Sparboe · 
1968: Odd Børre · 
1969: Kirsti Sparboe · 
1971: Hanne Krogh · 
1972: Grethe Kausland & Benny Borg · 
1973: Bendik Singers · 
1974: Anne-Karine Strøm & Bendik Singers · 
1975: Ellen Nikolaysen · 
1976: Anne-Karine Strøm · 
1977: Anita Skorgan · 
1978: Jahn Teigen · 
1979: Anita Skorgan · 
1980: Sverre Kjelsberg & Mattis Hætta · 
1981: Finn Kalvik · 
1982: Jahn Teigen & Anita Skorgan · 
1983: Jahn Teigen · 
1984: Dollie de Luxe · 
1985: Bobbysocks · 
1986: Ketil Stokkan · 
1987: Kate Gulbrandsen · 
1988: Karoline Krüger · 
1989: Britt Synnøve Johansen · 
1990: Ketil Stokkan · 
1991: Just 4 Fun · 
1992: Merethe Trøan · 
1993: Silje Vige · 
1994: Elisabeth Andreassen & Jan Werner Danielsen · 
1995: Secret Garden · 
1996: Elisabeth Andreassen · 
1997: Tor Endresen · 
1998: Lars Fredriksen · 
1999: Stig Van Eijk · 
2000: Charmed · 
2001: Haldor Lægreid · 
2003: Jostein Hasselgård · 
2004: Knut Anders Sørum · 
2005: Wig Wam · 
2006: Christine Guldbrandsen · 
2007: Guri Schanke · 
2008: Maria Haukaas Storeng · 
2009: Alexander Rybak · 
2010: Didrik Solli-Tangen · 
2011: Stella Mwangi · 
2012: Tooji · 
2013: Margaret Berger · 
2014: Carl Espen · 
2015: Mørland & Debrah Scarlett · 
2016: Agnete · 
2017: JOWST feat. Aleksander Walmann · 
2018: Alexander Rybak · 
2019: KEiiNO · 
2021: Tix · 
2022: Subwoolfer · 
2023: Alessandra · 
2024: Gåte ·
2025: Kyle Alessandro
- Gemeinsame Normdatei: 1250859212
- International Standard Name Identifier: 0000 0004 6279 0255
- MusicBrainz: 97f1dc98-07a9-4ae3-b0f1-fc9db00da3b6
- Virtual International Authority File: 23160120862640442170